# Carl Paasch
Carl Rudolf Paasch, oft auch Karl Paasch, (* 20. Juni 1848 in Minden; † 23. Oktober 1915 in Zürich) war ein deutscher Geschäftsmann und antisemitischer Publizist.

## Leben
Nachdem er sich bei Geschäften in China betrogen glaubte, verfasste Paasch eine Schrift, in welcher er die Beziehungen des deutschen Gesandten in China, Max von Brandt, zu Geschäftsleuten und Bankiers verurteilte. Paasch enthüllte die engen Beziehungen Brandts und Clemens von Kettelers zu Hermann Mandl und verwies auf den Einfluss des jüdischen Bankiers Gerson Bleichröder auf das Auswärtige Amt. Sich selbst sah Paasch als Opfer einer (jüdischen) Verschwörung. Seine weitverbreiteten Pamphlete erregten erhebliches Aufsehen. Paasch wurde vom Auswärtigen Amt vor Gericht gestellt und für geistesgestört erklärt, Reichskanzler Caprivi hielt es für notwendig, dass Brandt aus dem diplomatischen Dienst ausschied.
Paasch kritisierte in diesem Zusammenhang massiv die antisemitischen Abgeordneten im Deutschen Reichstag, insbesondere Adolf Stöcker und Max Liebermann von Sonnenberg, die er als „Judenknechte“ und „Judensöldlinge“ bezeichnete.
Paasch schlug 1892 im Danziger Antisemiten-Spiegel vor, die „einfachste und praktischste Lösung“ der „Judenfrage“ sei es, alle Juden „umzubringen“, aber das sei (leider) nicht machbar; als zweitbeste „Lösung“ solle man sie nach Neuguinea deportieren.
Theodor Fontane bezeichnete Paasch in einem Brief als Verrückten:

„Die Juden können froh sein, daß ein Lump und ein Verrückter, Ahlwardt und Paasch, den Antisemitismus in die Hand genommen haben, die eigentlichen antisemitischen Prediger sind sie selbst… Dabei lassen sie aber alle Welt nach ihrer Pfeife tanzen und selbst die Kaftan-Juden mit der Hängelocke, die hier Weg und Steg unsicher machen, tragen etwas von Trotz und Übermuth zu Schau. Sie sind auch berechtigt dazu.“

## Schriften
- Ein Attentat in Peking. Schutz Deutscher Arbeit in China. Eine neue Begebenheit in China mit officiellen Documenten und Commentaren, nebst Titelbild und Biographie Seiner Excellenz des Vicekönigs Li Hung Chang. Selbstverlag, Minden 1889
- Ein deutscher Pentateuch. Rüstzeug zum Kampfe gegen das Judenthum. Für Politiker und Abgeordnete aller Parteien, Leipzig 1892
- Eine jüdisch-deutsche Gesandtschaft und ihre Helfer. Geheimes Judenthum, Nebenregierungen und jüdische Weltherrschaft
  - Teil 1. Mein Freund von Brandt. Paasch, Leipzig 1891
  - Teil 2. Dokumente. Paasch, Leipzig 1891[6]
  - Teil 3. Der jüdische Dämon. Carl Minde, Leipzig 1892[7]
  - Teil 4. Plaudereien mit Herrn Heinrich Rickert aus Putzig, General der Gardebrigade des freiheitlich menschlich deutschen Geistes in blanken Rüstungen. Verlag Gustav Adolf Dewald, Berlin 1892
    - Band 2: Geheimrath Prof. Dr. Rudolf Virchow aus Schivelbein. Unser großer Gelehrter. Eine psychologische Skizze. Minde, Leipzig 1892.
- Die Bombe. Enthüllungen über den Bau und die Verwaltung der serbischen Staatsbahnen, Uhl, 2. Aufl. 1891
- Die Kaiserlich deutsche Gesandtschaft in China. Eine Denkschrift. Über den Fall Carl Paasch, für die deutschen Landesvertretungen, insbesondere den Reichstag. Selbstverlag, Leipzig 1892
- Dr. jur. Freiherr F. E. von Langen, Mitglied des deutschen Reichstages, und der Fall Paasch. Zürich: Verlags-Magazin J. Schabelitz, 1896.
- Offener Brief an Reichskanzler von Caprivi, Leipzig 1891

als Herausgeber
- August Rohling: Talmud-Jude. Mit einem Vorworte (sic) von Eduard Drumont aus der auch anderweitig vermehrten französischen Ausgabe von A. Pontigny,[8] in das Deutsche zurückübertragen von Carl Paasch. Verlag H. Beyer, Leipzig o. J. (um 1890: 8. Aufl.); 10. Aufl. 1900; Deutschvölkische Verlagsanstalt, 21.–25. Tsd., Hamburg o. J. [um 1920]; Deutschvölkischer Verlag, 31.–40. Tsd., Stuttgart 1924.